# Catholic Encyclopedia
Католическая энциклопедия: международная справочная работа по устройству, вероучению, дисциплине и истории католической церкви (англ. The Catholic Encyclopedia: An International Work of Reference on the Constitution, Doctrine, Discipline, and History of the Catholic Church), также известна как «Старая католическая энциклопедия», англ. Old Catholic Encyclopedia, и «Оригинальная католическая энциклопедия», англ. Original Catholic Encyclopedia) — англоязычная энциклопедия, изданная с 1907 по 1912 годы в США и освещающая различные вопросы, связанные с католицизмом. Энциклопедия была издана издательской компанией Роберта Эпплтона, образованной в Нью-Йорке в феврале 1905 года. Catholic Encyclopedia состоит из 16 томов и двух приложений (выпущенных в 1922 и в период с 1950 по 1958 годы) и содержит около 11,5 тысяч статей. Данная энциклопедия была призвана «дать своим читателям полную и авторитетную информацию обо всем цикле католических интересов, действий и доктрин».
Католическая энциклопедия была опубликована компанией Роберта Эпплтона (Robert Appleton Company), издательской компанией, зарегистрированной в Нью-Йорке в феврале 1905 года с целью публикации энциклопедии. Пять членов редакционного совета энциклопедии также являлись директорами компании. В 1912 году название компании было изменено на Encyclopedia Press. Издание томов энциклопедии было единственным бизнесом, осуществлявшимся компанией в течение всего срока реализации проекта.

## Назначение
Данная энциклопедия была создана для служения римско-католической церкви, концентрируясь на информации, связанной с Церковью и объясняя вопросы с католической точки зрения. В нем фиксируются достижения католиков и других людей почти во всех интеллектуальных и профессиональных областях, включая художников, педагогов, поэтов и учёных. Несмотря на более ограниченную направленность в сравнении с другими общими энциклопедиями, её охват гораздо шире, чем предыдущие попытки создания всеобъемлющих католических энциклопедий, в которых освещались только внутренние церковные дела.
Издание содержит подробное описание исторических и философских идей, лиц и событий с католической точки зрения, включая вопросы, которые отделяют католичество от протестантизма и других религиозных общин. Поскольку энциклопедия была впервые опубликована в 1907 году и никогда не обновлялась (в отличие от «Новой католической энциклопедии»), многие из её статей являются устаревшими либо в отношении более широкой культуры, либо в отношении католического церковного мира. В частности, издание предшествует созданию государства Ватикан (1929) и Второго ватиканского собора (1962—1965), который внёс много существенных изменений в католическую практику: например, в онлайн-версии записей об иудаизме и исламе в newadvent.org в редакционной заметке говорится: «в дополнение к этой статье, взятой из Католической энциклопедии 1910 года, New Advent рекомендует молитвенное чтение „Nostra Aetate“ из Второго Ватиканского Собора.»

## Вышедшие тома
| том | название               | год публикации |
| --- | ---------------------- | -------------- |
| 1   | Aachen–Assize          | 1907           |
| 2   | Assize–Brownr          | 1907           |
| 3   | Brow–Clancy            | 1908           |
| 4   | Cland–Diocesan         | 1908           |
| 5   | Diocese–Fathers        | 1909           |
| 6   | Fathers–Gregory        | 1909           |
| 7   | Gregory–Infallibility  | 1910           |
| 8   | Infamy–Lapparent       | 1910           |
| 9   | Laprade–Mass           | 1910           |
| 10  | Mass–Newman            | 1911           |
| 11  | New Mexico–Philip      | 1911           |
| 12  | Philip–Revalidation    | 1911           |
| 13  | Revelation–Simon Stock | 1912           |
| 14  | Simony–Tournely        | 1912           |
| 15  | Tournon–Zwirner        | 1912           |

## История
Написание энциклопедии началась 11 января 1905 года, под руководством пяти редакторов:
- Чарльз Герберманн, профессор латыни и библиотекарь Городского колледжа Нью-Йорка; главный редактор
- Эдвард Пейс, профессор философии в Католическом университете Америки в Вашингтоне, округ Колумбия.
- Конде Паллен, редактор
- священник Томас Шахан, профессор церковной истории в Католическом университете
- священник Джон Уинн, редактор «Messenger of the Sacred Heart».

Первое издание было первоначально напечатано компанией Robert Appleton. Первые два тома вышли в 1907 году, а последние три — в 1912 году
Редакция провела свою первую редакционную встречу в офисе The Messenger на Западной 16-й улице в Нью-Йорке. 1 ноября 1908 года текст получил nihil obstat («ничего не препятствует») от официального цензора Реми Лафорта и imprimatur («да печатается») архиепископа Нью-Йорка Джона Мерфи Фарли. Этот процесс рецензирования был предположительно ускорен повторным использованием более старых разрешённых публикаций. В дополнение к частым неофициальным конференциям и постоянным перепискам Редакторы впоследствии провели 134 официальных заседания для рассмотрения плана, масштабов и хода работы, кульминацией которых стала публикация 19 апреля 1913 года.
В 1967 году под эгидой Католического университета Америки была издана новая версия энциклопедии — New Catholic Encyclopedia в 17 томах, в 2002 году она была переиздана.
В 1993 году группа добровольцев, основываясь на том, что по американским законам об авторском праве все работы, изданные в США до 1923 года, находились в общественном достоянии, начала перевод оригинальной энциклопедии в электронный формат и в 1995 году разместила его в Интернете. В настоящее время статьи энциклопедии доступны на многих сайтах.